# Okułowka
Okułowka – miasto w Rosji, w rejonie okułowskim (obwód nowogrodzki), 140 km na wschód od Nowogrodu Wielkiego. W 2008 liczyło 12 799 mieszkańców.
Znajduje tu się stacja kolejowa Okułowka, położona na linii Petersburg – Moskwa.